# Brahmina cribripennis
Brahmina cribripennis är en skalbaggsart som beskrevs av Brenske 1892. Brahmina cribripennis ingår i släktet Brahmina och familjen Melolonthidae. Inga underarter finns listade.